# Oostenrijkse parlementsverkiezingen 1990
De veertiende verkiezingen van de Nationalrat, het parlement van Oostenrijk, vonden op 7 oktober 1990 plaats.
De kleinere coalitiepartner, de Österreichische Volkspartei (ÖVP) van vicekanselier Josef Riegler leed een grote verkiezingsnederlaag, maar bleef desondanks de tweede partij van het land. Een grote overwinning (de derde op rij) boekte de Freiheitliche Partei Österreichs (FPÖ) van Norbert Gugerbauer.
| Voornaamste partijen die deelnamen aan de verkiezingen | Voornaamste partijen die deelnamen aan de verkiezingen | Voornaamste partijen die deelnamen aan de verkiezingen |
| Partijnaam                                             | Afkorting                                              | Ideologische richting                                  |
| ------------------------------------------------------ | ------------------------------------------------------ | ------------------------------------------------------ |
| Österreichische Volkspartei                            | ÖVP                                                    | christendemocratie, liberaal conservatisme             |
| Sozialistische Partei Österreichs                      | SPÖ                                                    | sociaaldemocratie, democratisch socialisme             |
| Freiheitliche Partei Österreichs                       | FPÖ                                                    | liberaal conservatisme, nationaal liberalisme          |
| Die Grüne Alternative                                  | GRÜNE                                                  | groene politiek                                        |

## Uitslag
| Partijen | Partijen                                | Stemmen   | Percentage | Zetels | Verschil |
| --- | --------------------------------------- | --------- | ---------- | ------ | -------- |
| | Sozialistische Partei Österreichs (SPÖ) | 2.012.787 | 42,78%     | 80     | 0        |
| | Österreichische Volkspartei (ÖVP)       | 1.508.600 | 32,07%     | 60     | 17       |
| | Freiheitliche Partei Österreichs (FPÖ)  | 782.648   | 16,64%     | 33     | 15       |
| | Die Grüne Alternative (GRÜNE)           | 225.084   | 4,78%      | 10     | 2        |
| | Overige partijena                       | 175.775   | 3,73%      | —      | —        |
| | Ongeldige stemmen/ blanco stemmen       | 143.847   | —          | —      | —        |
| (opkomst 86,14%) | (opkomst 86,14%)                        | 4.848.741 | 100%       | 183    |          |
| a Verband der Sozialversicherten (VDS), Kommunistische Partei Österreichs (KPÖ), Christliche Wähler Gemeinschaft (CWG), Christdemokratische Partei (CDP), Wahlplattform der Grauen Österreichs (WGÖ), Lijst Fritz Georg |                                         |           |            |        |          |

## Coalitievorming
Na de verkiezingen werd de "Grote Coalitie" van SPÖ en ÖVP onder leiding van Franz Vranitzky (SPÖ) voortgezet. Het kabinet-Vranitzky III trad op 17 december 1990 aan. In 1991 werd Josef Riegler (ÖVP) door zijn partijgenoot Erhard Busek als vicekanselier vervangen.

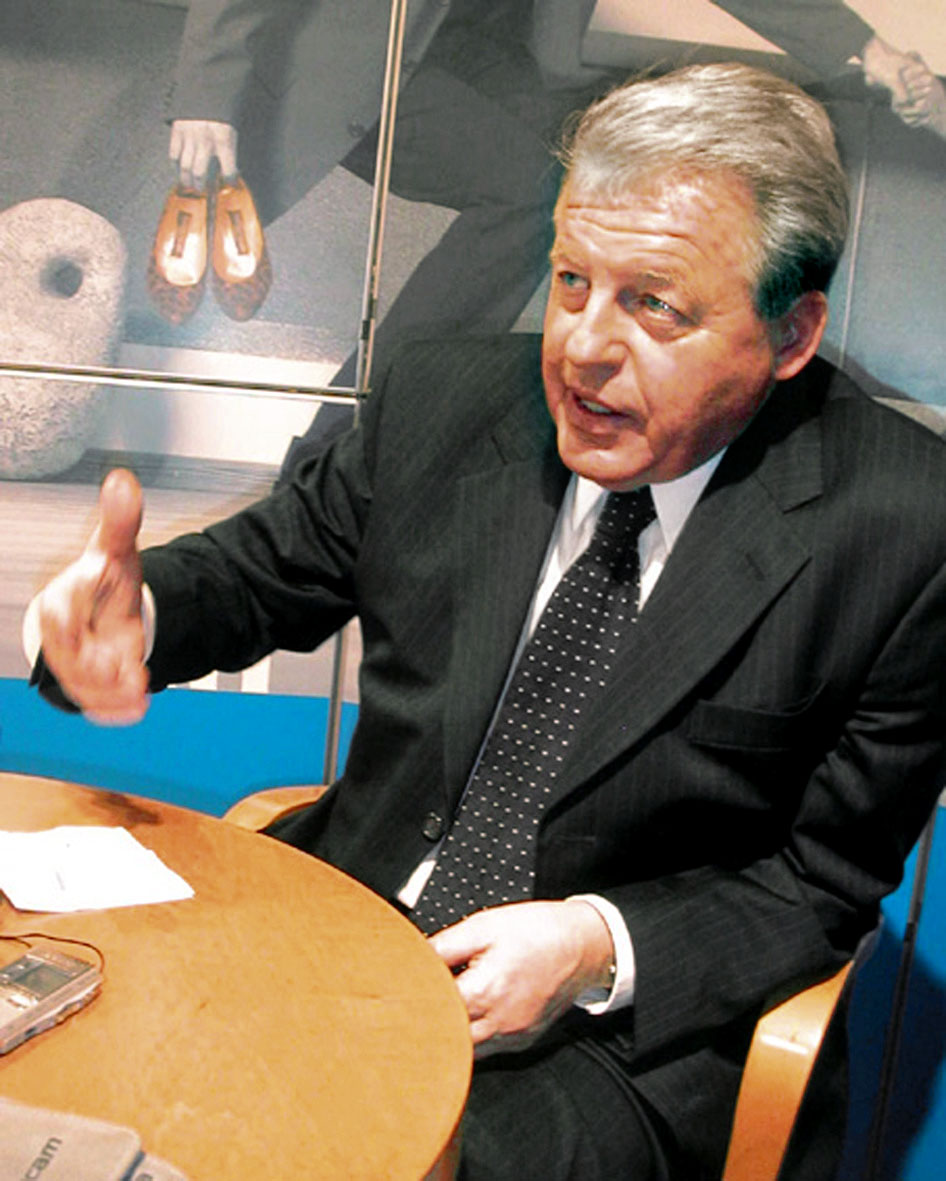
Bondskanselier Franz Vranitzky (SPÖ)
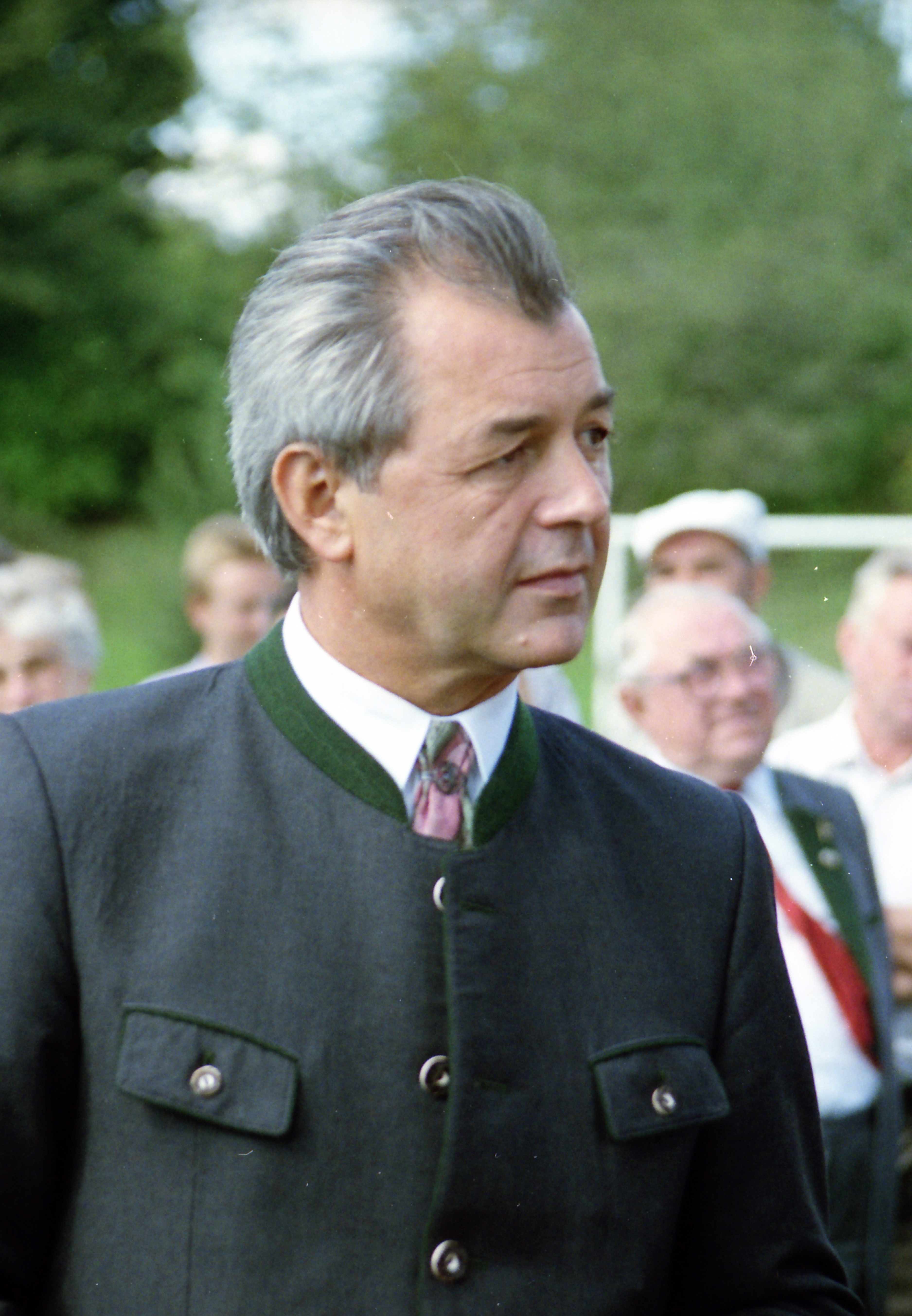
Vicekanselier Josef Riegler (ÖVP)